# Dipartimento di Malargüe
Malargüe è un dipartimento argentino, situato nella parte più meridionale della provincia di Mendoza, con capoluogo Malargüe.

## Geografia fisica
Il dipartimento è istituito con legge provinciale il 16 novembre 1950. Esso confina a nord con il dipartimento di San Rafael, a est con la provincia di La Pampa, a sud con quella di Neuquén e ad ovest con la repubblica del Cile. Si trova a 420 km circa dalla capitale della provincia, Mendoza, e a 1300 km dalla capitale federale, Buenos Aires.

## Società

### Evoluzione demografica
Secondo il censimento del 2001, su un territorio di 41.317 km², la popolazione ammontava a 23 020 abitanti, con un aumento demografico del 5,87% rispetto al censimento del 1991.
Abitanti censiti

## Amministrazione
Il dipartimento, come tutti i dipartimenti della provincia, è composto da un unico comune, suddiviso in 4 distretti (distritos in spagnolo):
- Agua Escondida
- Malargüe
- Río Barrancas
- Río Grande

## Scienza
Nel dipartimento è situato l'osservatorio Pierre Auger, il più grande rivelatore di raggi cosmici del mondo che si estende su 3000 km2. Il centro di controllo dell'osservatorio è situato proprio nel capoluogo Malargüe.